# Twilight (bokserie)
Twilight är en bokserie om fyra vampyrromaner inom fantasygenren av den amerikanska författaren Stephenie Meyer som ursprungligen publicerades på engelska mellan 2005 och 2008, samt i svensk översättning på B. Wahlströms bokförlag av Carina Jansson mellan 2006 och 2009. Romanerna – Om jag kunde drömma, När jag hör din röst, Ljudet av ditt hjärta och Så länge vi båda andas – har blivit omåttligt populära, sålt i över 116 miljoner exemplar och översatts till fler än 37 språk.
Böckerna – som handlar om den omöjliga kärleken mellan Isabella Swan (människa) och Edward Cullen (vampyr) – har filmatiserats som The Twilight Saga med Kristen Stewart och Robert Pattinson i huvudrollerna. Filmerna släpptes i fem delar, där de tre första avhandlas i en film var medan Så länge vi båda andas delats upp i två filmer.

## Handling
Twilight-serien består av fyra böcker, och handlar om Isabella Swan som hellre blir kallad Bella, och kommer från Phoenix, Arizona där hon bodde med sin mamma, men flyttar till sin pappa i den lilla, regniga staden Forks, Washington. Även om hon blir populär i den nya skolan och åtrås av många av skolans killar har hon bara ögonen för en kille: Edward Cullen. Hennes känslor blir besvarade, men problematiseras när det kommer fram att Edward är en vampyr. Även om han och hans familj – pappan i familjen är doktor på stadens sjukhus – avstår från människoblod utan bara dricker djurblod (de kallar sig vegetarianer för att de inte dricker människoblod) blir emellanåt Bellas blods lukt närmast outhärdlig, och gränsen mellan att beskyddas av Edward och att bli dödad av honom är hårfin. 
Vampyren James och hans två vänner, Laurent och Victoria dyker dock upp och James vill döda Bella. Familjen Cullen skyddar Bella, som flyr tillbaka till Phoenix med Alice och Jasper för att komma undan James. James får ändå tag på henne där och hon blir allvarligt skadad, men räddad av Edward som dödar James och tar Bella med sig tillbaka – och där slutar även den första boken.
I den andra boken, När jag hör din röst, New Moon på engelska, lämnar Edward och familjen Cullen Forks eftersom han tycker att han utgör en fara för Bellas liv. Bella blir djupt deprimerad, men sedan blir hon nära vän med Jacob Black, som hon får reda på kan bli en varg. Jacob och de andra vargarna i hans stam måste skydda henne från vampyren Victoria som vill döda Bella för att Edward dödade hennes partner James. Hon har en "partner för partner" hämnplan. Genom ett missförstånd som innebär att Edwards syster Alice, som kan se in i framtiden berättar för Rosalie att hon såg Bella hoppa från en klippa och Rosalie berättar detta för Edward i tron att Bella begått självmord, Edward som i sin tur tror att Bella är död bestämmer sig därmed för att begå självmord i Volterra i Italien men stoppas av Bella och Alice. De stöter på Volturi, en mäktig vampyrgrupp som är det närmsta vampyrerna har till kungligheter och släpps enbart under förutsättningen att Bella snart kommer att förvandlas till en vampyr. Bella och Edward återförenas och återvänder med familjen Cullen till Forks.
I den tredje boken, Ljudet av ditt hjärta, Eclipse på engelska, har Victoria skapat en armé av nyfödda vampyrer som ska bekämpa familjen Cullen och som hämnd mörda Bella. Under tiden tvingas Bella välja mellan sin relation med Edward och vänskapen med Jacob. Edwards vampyrfamilj och Jacobs varulvsstam förenar sig för att framgångsrikt besegra Victoria och hennes vampyrarmé och i slutändan bestämmer sig Bella för att välja Edwards kärlek över Jacobs vänskap och går med på att gifta sig med Edward.
I den sista boken, Så länge vi båda andas, Breaking Dawn på engelska, gifter sig Bella och Edward, men smekmånaden förkortas av att Bella märker att hon är gravid. Graviditeten går fort och gör henne svag. När hon föder hennes och Edwards hälften-vampyr-hälften-människa-dotter Renesmee dör hon nästan, och Edward injicerar Bella med sitt gift för att spara hennes liv och göra henne till en vampyr. En vampyr som lämnat en annan grupp (Denali-klanen) ser Renesmee och misstar henne för ett "odödligt barn". Hon informerar Volturi eftersom det går emot vampyrlagen att göra ett "odödligt barn". Familjen Cullen samlar vampyrvittnen som alla verifierar att Renesmee inte är ett odödligt barn, och efter en hård konfrontation lyckas Cullen och deras vittnen övertyga Volturi om att barnet inte är farligt för vampyrer eller deras hemlighet och de lämnas i fred av Volturi.

## Mottagande
Under 2000-talet har vampyrlitteratur vuxit som trend, och i förgrunden för genren är Twilight bland de som fått mest uppmärksamhet. Trots den stora uppmärksamheten, och den stora populariteten bland läsarna, har böckerna låg status bland kritiker och recensenter, och det har bedrivits lite forskning på området. Det har släppts en del debattartiklar om böckerna, där de flesta har varit negativa. Lena Kjersén–Edman skrev exempelvis i Dagens Nyheter att Stephenie Meyers [sic] böcker om vampyren Edward är fulla av moralism, sexism och våldsam adjektivsjuka. Ytterst få recensioner har gjorts: Om jag kunde drömma recenserades en gång i svensk media, i Dagens Nyheter, Ljudet av ditt hjärta likaså samt Så länge vi båda andas fyra gånger. Böckerna har debatterats betydligt mer än recenserats, vilket bland annat har lett till att fenomenet Twilight som populärkultur är större än romanerna i sig. Allra mest popularitet har böckerna fått bland kvinnliga läsare, och då främst yngre – vilket bland annat Anna Hultman tolkar som ett resultat av hur de har behandlats och omnämnts i media. Det kan även bero på att utöver två recensioner av Per Israelsson är majoriteten av det som skrivits om romanerna skrivet av kvinnor.
En av de saker som kritiserats i romanserien är språket, och att det inte håller någon höglitterär kvalitet. Kjersén-Edman kallar språket "korrekt men alldeles platt" och "adjektivsjukt". Lotta Olsson benämner språket som "klassiskt grovhuggen massmarknadsstil". Utöver språket har kritiker såsom Kjersén Edman konstaterat att verket litterärt sett håller ganska låg kvalitet, vilket Loveina Khan håller med om - även om hon framhåller att "all läsning är bra läsning" och att böckerna bör värderas utifrån det faktum att de kan väcka "läslust och läsglädje". Ytterligare en sak som väckt debatt om böckerna är hur Meyers tillhörighet till Mormonkyrkan påverkat dess innehåll, "heteronormativitet och sexuell[a] moralpanik". Malin Nauwerck värdesätter romanernas "subversiva potential", som dock enbart enligt henne finns i Isabellas förvandling till vampyr i den sista boken, och i övrigt är hon mycket kritisk till böckerna.
Nästan alla kritiker är dock överens om böckernas förmåga att fängsla läsare. Även om många kritiker såg detta som positivt, vidhöll Nauwerck att även detta var negativt:
| ”           | Det finns en läsning som sedan ”Madame Bovarys” dagar har kallats för dålig. En typ av konsumerande, självutplånande och känslomässig investering i romanen som upplöser gränsen mellan fiktionen och läsarens verklighet. I ”Twilight”-seriens fall är det ingen hemlighet att läsarens erotiska, bulimiska begär till texten bottnar i vampyren Edward [...]. | „ |
| – Nauwerck. | |   |

Nauwerck menade vidare att böckerna är "ett skolexempel på dålig och destruktiv litteratur" och drar paralleller till hur Emma i Madame Bovary i slutändan dör av en felaktig syn på romans och romantik. Hanna Larsson i Aftonbladet vänder sig mot detta - hon menar att kritiker har ”klassat serien som ohälsosam läsning”, att ”[b]öckerna är nya men diskussionen är urgammal”. I denna argumentation stämmer bland annat Loveina Khans, Helena Dahlgren och Johanna Lindbäck in, om att all läsning är bra läsning och att det inte är något fel att läsa uppslukande böcker.